# The Paragons
The Paragons fue una banda de rocksteady de Kingston, Jamaica, activos durante la década de los 60.
Su canción más famosa es The Tide Is High, escrita por el miembro de la banda John Holt. De hecho, el tema ha sido versionado al menos en dos ocasiones por otros grupos, alcanzando el nº 1 en diversas listas de éxitos de música popular.

## Carrera
El grupo estaba formado originalmente por Garth Tyrone Evans, Bob Andy, Junior Menz y Leroy Stamp. En 1964 Stamp fue reemplazado por John Holt y Howard Barret reemplazó a Menz.
El sonido de los primeros años estaba influenciado por el soul estadounidense y solía contar con las ajustadas armonías vocales de los grupos jamaicanos de los primeros años 60. 
En 1964 el grupo llamó la atención del productor discográfico Duke Reid, lo que les permitió publicar varios sencillos en su sello discográfico Treasure Isle.
Tras este temprano éxito, Bob Andy dejó el grupo, y la banda abandonó su sonido soul para convertirse en la banda más popular de rocksteady de Jamaica. Sin embargo, varios desacuerdos por cuestiones económicas llevaron a la banda a disolverse en 1970. 
De los miembros del grupo, solo John Holt logró tener una carrera musical significativa en solitario.

## Versión de Blondie
En 1980, el grupo estadounidense de new wave Blondie hizo una versión de "The Tide Is High" con sonido reggae/new wave. De hecho, fue el primer sencillo de su quinto álbum de estudio, Autoamerican. Alcanzó el nº 1 en varias listas de éxitos de diversos países, entre ellos los Estados Unidos.

## Versión de Atomic Kitten
En 2002, el trío de cantantes británicas Atomic Kitten hizo una versión de The Tide Is High, alcanzando el nº 1 en las listas de éxitos de su país. 
Este grupo fue creado por Andy McCluskey, uno de los miembros de la banda de synth pop OMD, famosa internacionalmente por su mítico tema Enola Gay (1980).